# Soul Eater
Soul Eater (јап. ソウルイーター) је манга коју је написао и илустровао Ацуши Окубо. Серијализовала се од 2004. до 2013., с тим да јој претходе три једонкратне приче из 2003. године. Манга је адаптирана у аниме 2008. године, као и спиноф под називом Soul Eater Not!.
У Србији, издавачка кућа Најкула преводи мангу на српски језик од 2024. године.

## Радња
Прича се одвија у фиктивном свету где одређени људи могу да се претворе у косе, и заједно са својим косачима сакупљају душе преминулих. Мака и њен косач Soul похађају академију у којој се студенти надмећу како би створили нову косу за Шинигамија, односно Смрт. У ту сврху, морају да сакупе 99 људских и једну вештичју душу. Главни кандидати, поред Маке и Сола, су син Смрти Death the Kid и његови пиштољи Лиз и Пети Томпсон, као и нинџа Блек Стар (Black☆Star) и његов мач Цубаки.

## Развој
Након што је 2002. године завршио мангу B.Ichi, Ацуши Окубо је нацртао једнократну причу под називом . Објављена је јуна 2003. године и доживела позитиван пријем. Због доброг одзива, Ацуши је написао још две приче: Black Star и Death the Kid септембра и новембра исте године. И ове две приче су биле успешне, па је уредник часописа предложио Ацушију да напише мангу засновану на њима.
Ацуши је у интервјуу изјавио да су му инспирације за мангу били радови Тима Бертона као и серија књига Хари Потер. Поставио је Маку као главну јунакињу јер је хтео да види више женских протагониста у шонен мангама. Иако се главни мушки лик зове Сол „Итер“ Еванс (Soul "Eater" Evans), наслов манге није базиран на њему, већ на антагонисти приче који једе невине душе. Ацуши је и пре серијализације смислио многе концепте који ће се касније наћи у манги, и представио их својим уредницима. Одлучио се да своди флешбекове на минимум, јер је желео да његова прича има добру „акцију и темпо,“ као и да има већу слободу при писању.

## Франшиза

### Манга
Мангу Soul Eater написао је и илустровао Ацуши Окубо. Претходе јој три једнократне приче (one-shot). Прва, истоимена прича објављена је 24. јуна 2003. године у специјалном издању часописа Gangan Powered. Друга прича, Black Star, објављена је 22. септембра исте године, такође у -у. Трећа, Death the Kid, издата је 26. новембра исте године у часопису Gangan Wing. Сама манга серијализовала се од 12. маја 2004. до 12. августа 2013. године у ревији Monthly Shōnen Gangan. Поглавља су сакупљена у 25 танкобона; први је изашао 22. јуна 2004., а последњи 12. децембра 2013. године. Поглавља су препакована у 17 канзенбан тома између 12. јула 2019. и 12. марта 2020. године, објављена као Soul Eater: Савршена едиција.
У Србији, издавачка кућа Најкула је на промоцији серије Solo Leveling, одржане 16. маја 2023. године, најавила да ће преводити Soul Eater на српски језик.
Манга је произвела спиноф под називом Soul Eater Not!. Објављивао се од 12. јануара 2011. до 12. новембра 2014. године, такође у -у. Поглавља су сакупљена у пет томова; први је изашао 22. септембра 2011., а последњи 22. децембра 2014. године.

### ЦД драма
Серијал је 31. августа 2005. добио додатак у виду ЦД драме под називом . Објављена је заједно са артбуком, и само је гласовна глумица за Блека Стара, Јумико Кобајаши, наставила да тумачи лика у надстојећој аниме адаптацији.

### Аниме
Манга је 2008. године адаптирана у аниме сачињен од 51 епизоде. Режију је вршио Такуја Игараши, док су анимацију радили студији Bones и Aniplex. Серија се оригинално емитовала од 7. априла 2008. до 30. марта 2009. године на јапанском каналу TV Tokyo. Емитована су и два специјала 29. маја и 1. јуна 2008. године. Аниме се давао двојако; у регуларном вечерњем блоку, и касно увече. То касно емитовање, названо Soul Eater Late Show, садржало је додатне сцене.

### Видео игрице
Серија је прозивела три видео игрице. Прва, Soul Eater: Monotone Princess, је акционо-авантуристичка игра која садржи два оригинална лика. Објављена је 25. септембра 2008. године за конзолу Wii. Друга игра, , објављена је 23. октобра исте године, овај пут за конзолу . Трећа игра, , објављена је 29. јануара 2009. године за конзоле PlayStation 2 и PlayStation Portable. Игрица је борилачког типа и прати првих 24 епизода аниме серије.

## Пријем
Закључно са јулом 2018. године, продато је 19,6 милиона примерака манге Soul Eater.
Данијела Леј (Comic Book Resources) је у својој рецензији написала за мангу да има занимљив стил и да је забавна. Поредила је атмосферу са филмовима Ноћна мора пре Божића и Мртва невеста, с додатком легенеде о Џеку Трбосеку и Франкенштајном. Међутим, критиковала је претерани фансервис. Пени Кени (Manga Life) је манги дала оцену „Б+,“ хваливши акционе сцене и разнолики стил, рекавши: „Неке сцене подсећају на Оштрицу бесмртника, а друге на Југио“. Џулијан Нам (Otaku USA) похвалио је динамику косе и косача, али критиковао фансервис и „типичну причу“ која је „превише клише отакуима, али добра за почетнике“. Крис Зимерман (Comic Book Bin) је другом тому манге дао оцену 7.5 од 10. Похвалио је акцију и дизајн ликова, али критиковао њихов развој кроз причу. Шенон Гарети (About.com) је првом и другом тому дала две од пет звездица. Похвалила је свет приче, рекавши да је: „Ноћ вештица уз елементе манги Краљ шамана, Џоџове бизарне авантуре и филма Ноћна мора пре Божића“. Међутим, критиковала је површност приче и ликова. Николас Дупри (Anime News Network) је у рецензији првог тома специјалног издања написао да манга има јединствену атмосферу која ни након 15 година није изгубила свој шарм. Међутим, критиковао је хумор приче, као и претерано коришћење фансервиса.

## Спољашњи извори
- Званични сајт манге Архивирано април 28, 2008 на сајту  (језик: јапански)